# Begraafplaats van Mazingarbe
De Begraafplaats van Mazingarbe is een gemeentelijke begraafplaats in de Franse gemeente Mazingarbe in het departement Pas-de-Calais. De begraafplaats ligt langs de Rue Lamartine op 420 m ten zuidwesten van het centrum (Église Sainte Rictrude).

## Franse oorlogsgraven
Aan de linkerkant van de begraafplaats liggen vooraan in een perk met Britse oorlogsgraven, 24 gesneuvelde Franse soldaten uit de Eerste Wereldoorlog. Vlakbij staat een herdenkingsmonument voor de omgekomen inwoners van de gemeente.

## Britse oorlogsgraven
In de begraafplaats ligt een perk met Britse gesneuvelden uit de Eerste Wereldoorlog . Het langwerpige perk ligt links van de toegang dicht bij de noordoostelijke begrenzing. De meeste graven zijn in dit perk ingedeeld maar een zevental liggen wat verder tussen de civiele graven. Ze worden onderhouden door de Commonwealth War Graves Commission en zijn daar geregistreerd als Mazingarbe Communal Cemetery.
Er worden 108 Britten herdacht.

### Geschiedenis
De begraafplaats werd tussen juni 1915 en februari 1916 door veldhospitalen gebruikt om de soldaten die aan hun verwondingen overleden waren te begraven.  Zij waren de slachtoffers van de kleinere, maar daarom niet minder dodelijke aanvallen rond Vermelles en Loos-en-Gohelle. Toen de toevloed van slachtoffers te groot werd begon men vanaf april 1916 met de aanleg van een afzonderlijke begraafplaats, de Mazingarbe Communal Cemetery Extension, in de zuidoostelijke hoek van de civiele begraafplaats.

### Graven

#### Onderscheiden militairen
- Robert Dunsire, soldaat bij het 13th Bn. Royal Scots, verkreeg het Victoria Cross (VC) voor het ophalen van zwaar gewonde kameraden onder hevige vijandelijke beschietingen tijdens de strijd om Hill 70 op 26 september 1915. Hij sneuvelde in Mazingarbe op 30 januari 1916. Hij was 24 jaar.
- Harry Maclear, luitenant-kolonel bij het East Lancashire Regiment werd onderscheiden met de Distinguished Service Order (DSO).

#### Gefusilleerde militairen
- James Graham, soldaat bij het 2nd Bn. Royal Munster Fusiliers, werd wegens desertie gefusilleerd op 21 december 1915.[2]
- John Docherty, soldaat bij het 9th Bn. Black Watch, werd wegens desertie gefusilleerd op 15 februari 1916. Hij was 27 jaar.[2]
- John T. Jones, soldaat bij het 1st Bn. Northamptonshire Regiment, werd wegens desertie gefusilleerd op 24 februari 1916. Hij was 21 jaar.[2]
- G. Lewis, korporaal bij het 12th Bn. Highland Light Infantry, werd wegens desertie gefusilleerd op 11 maart 1916.[2]
- Arthur Dale, soldaat bij het 13th Bn. Royal Scots, werd wegens moord gefusilleerd op 3 maart 1916.